# Crepis calycina
Crepis calycina là một loài thực vật có hoa trong họ Cúc. Loài này được (Hoffmanns. & Link) Nyman mô tả khoa học đầu tiên năm 1854.